# Samurai mắt xanh
Samurai mắt xanh (tên tiếng Anh: Blue Eye Samurai) là bộ phim truyền hình hoạt hình người lớn do Amber Noizumi và Michael Green sáng tác và biên kịch, với Jane Wu là đạo diễn giám sát và nhà sản xuất loạt phim. Chương trình được đồng sản xuất bởi hãng phim Pháp Blue Spirit và Netflix. Mùa thứ 2 của bộ phim được công bố bởi Netflix vào ngày 11 tháng 12 năm 2023, dự kiến ra mắt vào năm 2026

## Tiền đề
Trong thời kỳ Edo (thế kỷ 17) của Nhật Bản, một nữ Samurai nửa da trắng nửa Nhật Mizu đang thực hiện hành trình báo thù bốn người da trắng sống tại Nhật thời điểm đó. Một trong số những người này là bố của cô, người đã ở lại Nhật Bản trái phép trong thời kỳ đóng cửa biên giới của Mạc phủ Tokugawa.

## Lồng tiếng

### Nhân vật chính
- Maya Erskine trong vai Mizu, nhân vật chính của bộ phim.
- Masi Oka trong vai Ringo
- Brenda Song trong vai công chúa Akemi
- Darren Barnet trong vai Taigen
- Kenneth Branagh trong vai Abijah Fowler
- George Takei trong vai Seki
- Randall Park trong vai Shindo Heiji[c]
- Cary-Hiroyuki Tagawa trong vai Kiếm sư

## Tập phim
| Mùa | Mùa | Số tập | Số tập | Phát hành gốc       | Phát hành gốc       |
| --- | --- | ------ | ------ | ------------------- | ------------------- |
|     | 1   | 8      | 8      | 3 tháng 11 năm 2023 | 3 tháng 11 năm 2023 |

| TT. tổng thể | TT. trong mùa phim | Tiêu đề                                     | Đạo diễn                    | Biên kịch                     | Thời lượng | Ngày phát hành gốc  |
| ------------ | ------------------ | ------------------------------------------- | --------------------------- | ----------------------------- | ---------- | ------------------- |
| 1            | 1                  | "Vật phẩm búa"                              | Jane Wu                     | Amber Noizumi & Michael Green | 62 phút    | 3 tháng 11 năm 2023 |
| 2            | 2                  | "Yếu tố bất ngờ"                            | Ryan O'Laughlin             | Amber Noizumi & Michael Green | 48 phút    | 3 tháng 11 năm 2023 |
| 3            | 3                  | "Một số con đường nhất định"                | Earl A. Hibbert, Alan Wan   | Amber Noizumi & Michael Green | 45 phút    | 3 tháng 11 năm 2023 |
| 4            | 4                  | "Những khác thường"                         | Ryan O'Laughlin             | Amber Noizumi & Michael Green | 47 phút    | 3 tháng 11 năm 2023 |
| 5            | 5                  | "Câu chuyện về lãng nhân và nàng dâu"       | Michael Green               | Amber Noizumi                 | 46 phút    | 3 tháng 11 năm 2023 |
| 6            | 6                  | "Mọi giấc mộng quỷ quyệt và lời lẽ cay độc" | Earl A. Hibbert & Sunny Sun | Amber Noizumi & Michael Green | 35 phút    | 3 tháng 11 năm 2023 |
| 7            | 7                  | "Bất diệt"                                  | Alan Taylor                 | Yana Bille-Chung              | 45 phút    | 3 tháng 11 năm 2023 |
| 8            | 8                  | "Vụ hỏa hoạn lớn năm 1657"                  | Jane Wu                     | Amber Noizumi & Michael Green | 49 phút    | 3 tháng 11 năm 2023 |

## Phát hành
Tập đầu tiên được công chiếu vào ngày 1 tháng 11 năm 2023 trên kênh Youtube của Netflix. Toàn bộ 8 tập phim được ra mắt trên Netflix vào ngày 3 tháng 11 năm 2023.
Một phiên bản đặc biệt của tập 6 được ra mắt trên kênh Youtube của Netflix vào ngày 15 tháng 11 năm 2023. Tông màu chủ đạo của tập là đen trắng và sử dụng phần nhạc nền khác so với phiên bản gốc.

## Đón nhận

### Đánh giá chuyên môn
Samurai mắt xanh đã nhận được nhiều lời khen từ giới chuyên môn. Nhà phê bình Petrana Radulovic của tờ báo Polygon nhận định rằng những cảnh đánh nhau trong bộ phim đều rất mãn nhãn. Nhà báo Nữ Lâm của báo Tuổi trẻ cho rằng sự thành công của bộ phim đến từ "phần đồ họa đẹp mắt, ứng dụng những kỹ thuật công nghệ tạo những góc quay mãn nhãn đậm chất điện ảnh. Đồ họa của phim đã lột tả trọn vẹn những ý tưởng mà câu chuyện thể hiện ở những đại cảnh, những góc quay trong các trường đoạn hành động [và] miêu tả tâm lý".

### Giải thưởng và đề cử
| Năm  | Giải thưởng                   | Đề mục                                                                                        | Ứng cử | Kết quả      | Tham khảo                                                      |
| ---- | ----------------------------- | --------------------------------------------------------------------------------------------- | --- | ------------ | -------------------------------------------------------------- |
| 2024 | Giải biên tập điện ảnh Hoa Kỳ | Biên tập hoạt hình xuất sắc nhất                                                              | Yuka Shirasuna (cho "Câu chuyện về lãng nhân và nàng dâu") | Đoạt giải    | [ 9 ]                                                          |
| 2024 | Giải Annie                    | Hoạt hình người lớn xuất sắc nhất cho truyền hình                                             | "Vật phẩm búa" | Đoạt giải    | [ 10 ]                                                         |
| 2024 | Giải Annie                    | Thành tích vượt trội về hiệu ứng hoạt hình trong truyền hình                                  | Thomas Decaens, Karl Burtin, và Laurent Bretonniere (cho "Mọi giấc mộng quỷ quyệt và lời lẽ cay độc") | Đoạt giải    | [ 10 ]                                                         |
| 2024 | Giải Annie                    | Thành tích vượt trội về hoạt hình nhân vật trong truyền hình                                  | Alex Bard | Đoạt giải    | [ 10 ]                                                         |
| 2024 | Giải Annie                    | Thành tích vượt trội về biên tập trong truyền hình                                            | Yuka Shirasuna (cho "Câu chuyện về lãng nhân và nàng dâu") | Đoạt giải    | [ 10 ]                                                         |
| 2024 | Giải Annie                    | Thành tích vượt trội về thiết kế sản xuất trong truyền hình                                   | Jason Scheier (cho "Vật phẩm búa") | Đề cử        | [ 10 ]                                                         |
| 2024 | Giải Annie                    | Thành tích vượt trội về thiết kế sản xuất trong truyền hình                                   | Toby Wilson, James Wilson, Emil Mitev (cho "Vụ hỏa hoạn lớn năm 1657") | Đoạt giải    | [ 10 ]                                                         |
| 2024 | Giải Annie                    | Thành tích vượt trội về biên kịch trong truyền hình                                           | Amber Noizumi (cho "Câu chuyện về lãng nhân và nàng dâu") | Đoạt giải    | [ 10 ]                                                         |
| 2024 | Giải Astra TV lần thứ 4       | Loạt Anime hay nhất                                                                           | Samurai mắt xanh | Chưa công bố | [ 11 ]                                                         |
| 2024 | Giải Peabody                  | Giải trí                                                                                      | Samurai mắt xanh | Đề cử        | [ 12 ] [ 13 ] [ 14 ]                                           |
| 2024 | Giải Creative Arts Emmy       | Chương trình hoạt hình xuất sắc                                                               | Samurai mắt xanh (cho "Câu chuyện lãng nhân và nàng dâu") | Đoạt giải    | [ 15 ] [ 16 ] [ 17 ] [ 18 ] [ 19 ] [ 20 ] [ 21 ] [ 22 ] [ 23 ] |
| 2024 | Giải Creative Arts Emmy       | Thành tựu cá nhân xuất sắc trong hoạt hình                                                    | Brian Kesinger (hạng mục Thiết kế nhân vật) (cho "Mọi giấc mộng quỷ quyệt và lời lẽ cay độc") | Đoạt giải    | [ 15 ] [ 16 ] [ 17 ] [ 18 ] [ 19 ] [ 20 ] [ 21 ] [ 22 ] [ 23 ] |
| 2024 | Giải Creative Arts Emmy       | Thành tựu cá nhân xuất sắc trong hoạt hình                                                    | Toby Wilson (hạng mục Thiết kế sản xuất) (cho "Vụ hỏa hoạn lớn năm 1657") | Đoạt giải    | [ 15 ] [ 16 ] [ 17 ] [ 18 ] [ 19 ] [ 20 ] [ 21 ] [ 22 ] [ 23 ] |
| 2024 | Giải Creative Arts Emmy       | Thành tựu cá nhân xuất sắc trong hoạt hình                                                    | Ryan O'Loughlin (hạng mục Storyboard) (cho "Vật phẩm búa") | Đoạt giải    | [ 15 ] [ 16 ] [ 17 ] [ 18 ] [ 19 ] [ 20 ] [ 21 ] [ 22 ] [ 23 ] |
| 2024 | Giải Creative Arts Emmy       | Biên tập âm thanh xuất sắc cho phim hài hoặc phim chính kịch (kéo dài nửa ) và phim hoạt hình | Myron Nettinga, Paulette Lifton, Sam Hayward, Jared Dwyer, Andrew Miller, Johanna Turner, Justin Helle, Iko Kagasoff, Stefan Fraticelli, Jason Charbonneau (cho "Mọi giấc mộng quỷ quyệt và lời lẽ cay độc") | Đề cử        | [ 15 ] [ 16 ] [ 17 ] [ 18 ] [ 19 ] [ 20 ] [ 21 ] [ 22 ] [ 23 ] |